# Галерија грбова Фолкландских Острва
Галерија грбова Фолкландских Острва обухвата актуелни Грб Фолкландских Острва и  историјске грбове Фолкландских Острва.

## Актуелни Грб Фолкландских Острва
- Грб Фолкландских Острва

## Историјски  грбови  Фолкландских Острва
- Грб Фолкландских Острва (1876-1925)
- Грб Фолкландских Острва (1925-1948)